# Gajtan
Gajtan falu Albánia északnyugati részén, Shkodra városától légvonalban 5, közúton 8 kilométerre délkeletre, 200–300 méteres dombok közötti patakvölgyben fekszik. Shkodra megyén belül Shkodra község, azon belül Gur i Zi alközség része. Fő nevezetessége a határában található régészeti helyszín, amely az újkőkor óta emberi hajlékul szolgáló barlang mellett egy erődített vaskori illír település romjait is magában foglalja.

## Története és régészeti leírása
A modern falu határában található, 1962–1963-ban feltárt Gajtani-barlang az i. e. 6000 körül élt újkőkori ember számára szolgált hajlékul, aki csont- és kovaeszközeit hagyta az utókorra. A bronzkor végéig lezárult indoeurópai vándorlás során kelet-európai jövevények telepedtek le Gajtanban is. A vaskor korai szakaszában (i. e. 1100–500) protoillírként azonosított, a cetinai kultúrához kötött népesség a domboldalon teraszokat alakított ki, és ezeken építette fel sárral tapasztott fakunyhóit. Bár településük ekkor még nem volt erődített, a sírjaikban talált fegyvermellékletek arra utalnak, hogy társadalmuk csúcsán a harcosok álltak. Településüket Selim Islami és Hasan Ceka tárta fel az 1960-as években.
A vaskor későbbi szakaszában, az i. e. első millennium közepén került sor a település masszív kőfallal való megerősítésére. A 4–5 hektáros területet övező, 3,5 méter széles ciklopfalat szabálytalan terméskövekből emelték úgy, hogy a nagyobb kövek között maradt hézagokat kisebb kövekkel töltötték fel. Tornyokat nem építettek, csupán két gyalogkapu törte meg a városfal vonalát. A fallal közrezárt területen a korai vaskor örökségeként továbbra is sárral vagy agyaggal tapasztott fakunyhókban laktak, így egyes elméletek szerint nem annyira saját agglomerációs szerepkörrel rendelkező lakóhelyül, mint inkább veszély esetén a környék köznépének védelmet nyújtó erődítésül szolgált. A gajtani városfal és a lakóépületek együttese az albán régészettudományban gyakran hivatkozott tipológiai példájául szolgál az i. e. 5–4. században magaslatokra épített, erődített protourbán illír településeknek. A feltételezések szerint Gajtan egyfelől a labeátok kisebb erődítéseinek sorába tartozott, amelyek mintegy gyűrűszerűen vették körbe fő településüket, Szkodrát (Rrenc, Kratul, Gajtan, Beltoja, Bushat, Ganjolla), másfelől az Alsó-Drin völgyében húzódó út állomásainak egyike volt (Beltoja, Gajtan, Marshej, Rosuja, Shoshan). Az utolsó illír király, Genthiosz uralkodása alatt (i. e. 189/181–168) megkezdték Gajtan további megerősítését, de az erődítési munkálatok befejezetlenek maradtak.